# Kontrolleinheit Verkehrswege

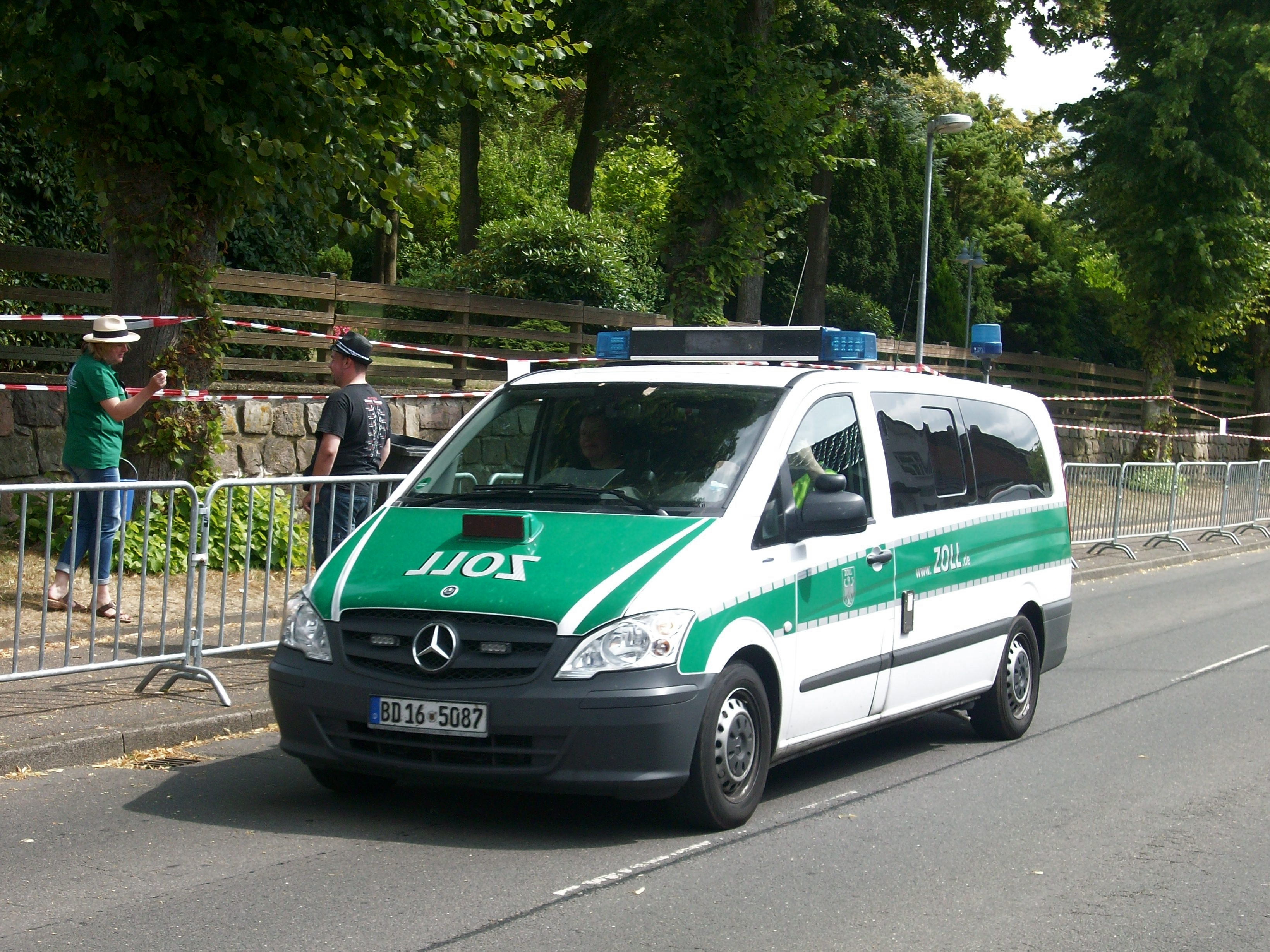
Označené služební vozidlo Celní správy SRN

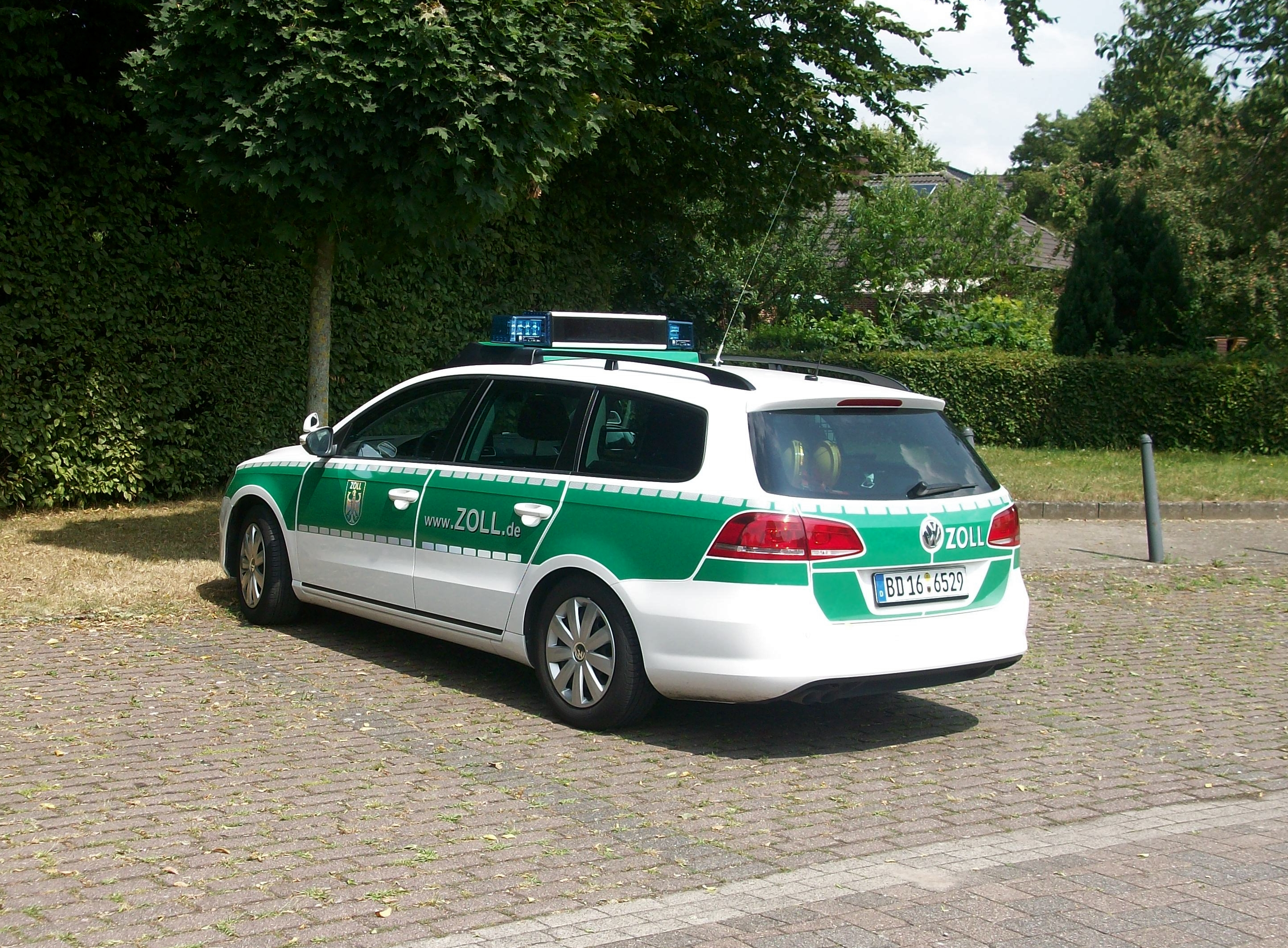
Označené služební vozidlo Celní správy SRN

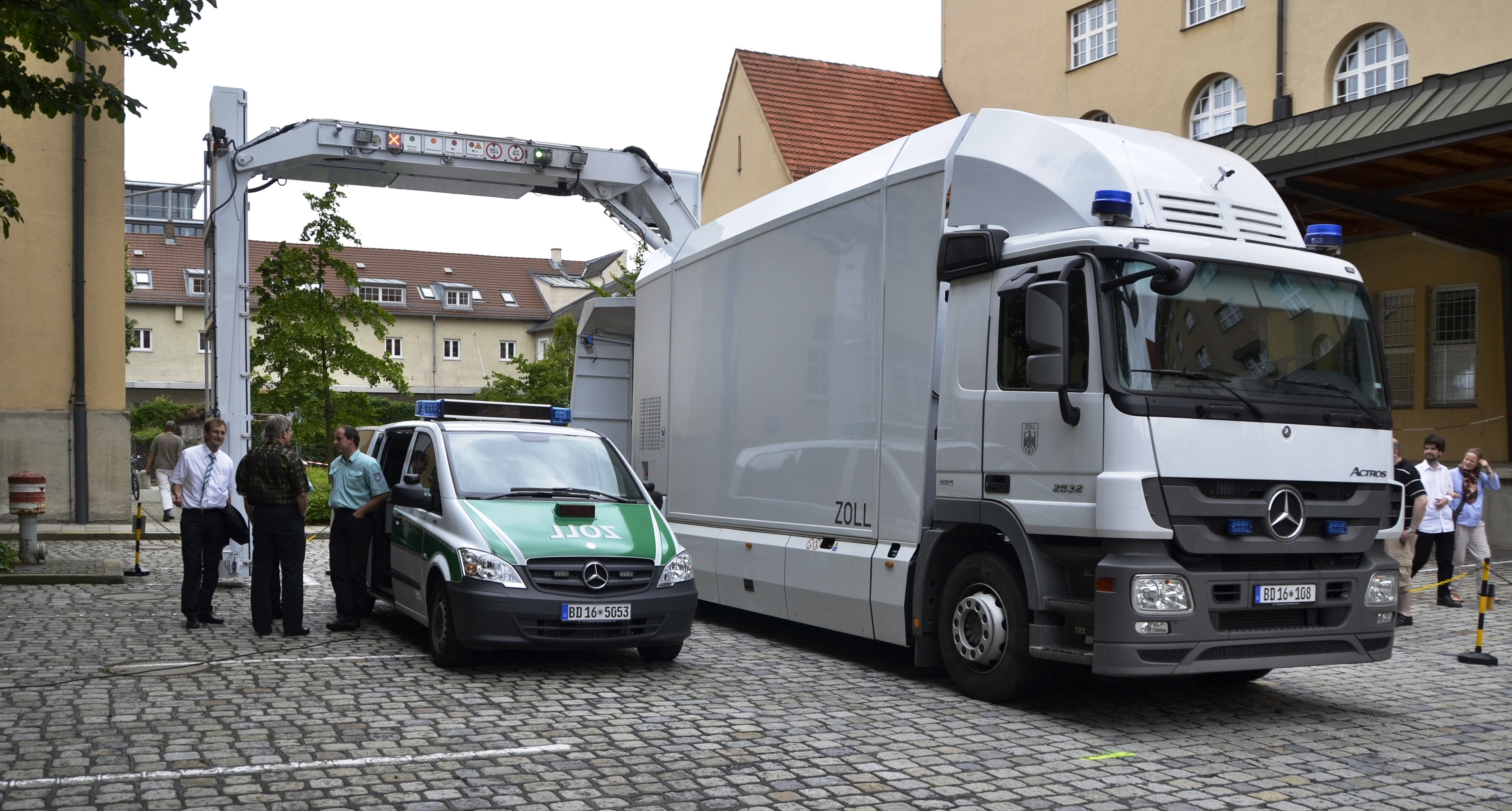
Označené služební vozidlo a velkokapacitní mobilní rentgen Celní správy SRN

Kontrolní jednotky dopravních cest (německy Kontrolleinheit Verkehrswege; KEV), dříve označované jako mobilní kontrolní skupiny (německy Mobile Kontrollgruppen; MKG), jsou součástí Spolkové celní správy SRN a na celém území SRN provádí celní a daňové kontroly.

## Úkoly
Mezi úkoly kontrolních jednotek dopravních cest patří mimo jiné také boj proti:
- pašování drog, zbraní a vojenského materiálu
- pašování jiného zboží podléhajícího zákazům nebo omezením, jako jsou některé zakázané nebo nepoužitelné potraviny a léčiva, média s nelegálním obsahem, nebo např. nedovolené, případně dovozu nezpůsobilé, obchodního zboží
- pašování zboží, které podléhá spotřební dani (např. cigaret, alkoholu,…)
- nepovolenému mezinárodnímu obchodu s předměty využitelnými při vývoji, výrobě nebo použití jaderných, biologických nebo chemických zbraní nebo jejich částí (zákon o zahraničním obchodu; německy Außenwirtschaftgesetz; AGW)
- pašování padělaného zboží nebo napodobenin značkových výrobků (právo duševního vlastnictví)
- podvodnému deliktnímu jednání, které poškozuje evropskou organizaci trhu (podvody s dotacemi)
- daňovým trestným činům, které poškozují výběr spolkových poplatků (cla, spotřební daně, energetické daně atd.)
- praní špinavých peněz a účast na boji proti daňovým únikům prováděným způsobem ukrytí majetku v zahraničí
- přeshraničnímu obchodu za účelem financování terorismu
- porušování předpisů v souvislosti s Washingtonskou úmluvou o mezinárodním obchodu s ohroženými druhy volně žijících živočichů a rostlin
- nelegálnímu zaměstnávání a práci na černo (podružná činnost, protože jde o hlavní činnost pracovní jednotky Finanční kontroly práce na černo Spolkové celní správy SRN; Finanzkontrolle Schwarzarbeit; FKS)

## Způsob práce
Služba může být vykonávána podle situace buď v uniformě, nebo v civilním oděvu. Kontroly jsou v zásadě vykonávány aktivně v rámci závojového pátrání. To znamená, že příslušníci vybírají objekty vhodné ke kontrole a stanovují míru rizika na základě místní znalosti a kriminalistických zkušeností (informací). Kontroly prováděné kontrolními jednotkami dopravních cest probíhají na mnoha dopravních cestách, jako např. na dálnicích, spolkových silnicích, zemských silnicích (kontroly vozidel), na hraničních přechodech pro pěší, na železnicích (kontroly ve vlacích), na malých letištích a zvláštních přistávacích plochách (kontroly letadel), na vodních cestách (vnitrozemská lodní přeprava) atd. Kromě toho provádí kontroly na výstavách, bleších trzích a ve firmách a stejně tak kontrolují nezákonný pouliční prodej (např. s nezdaněnými cigaretami). Dalším úkolem je podpora celní pátrací služby při procesních opatřeních trestního řízení / vyšetřování.
V některých případech jsou jednotky nasazovány společně s jinými celními a policejními útvary, jakož i s dalšími bezpečnostními a dohledovými orgány.
KEV má k dispozici rozsáhlé technické prostředky v boji proti pašování, jako např. sondy, rentgenovou techniku, různou detektorovou techniku. Používají se také psi pro pachové práce (německy Spürhund).
Stejně jako všichni celníci jsou i příslušníci KEV v postavení vyšetřovatelů státního zastupitelství a mají velmi rozsáhlé policejní a daňové pravomoci. Jsou začleněni do odborů C („Kontrol“) hlavních celních úřadů.